# Dicranomyia (Idioglochina) corallicola
Dicranomyia (Idioglochina) corallicola is een tweevleugelige uit de familie steltmuggen (Limoniidae). De soort komt voor in het Afrotropisch gebied.